# Baron Latham

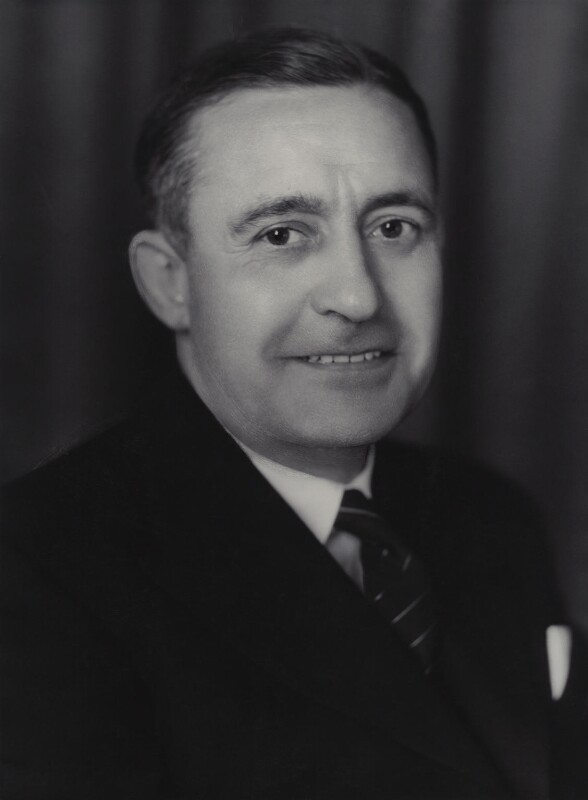
Charles Latham, 1. Baron Latham

Baron Latham, of Hendon in the County of Middlesex, ist ein erblicher britischer Adelstitel in der Peerage of the United Kingdom.

## Verleihung
Der Titel wurde am 16. Januar 1942 für den Labour-Politiker und Vorsitzenden des London County Council Charles Latham geschaffen.
Heutiger Titelinhaber ist seit 1970 dessen Enkel Dominic Latham als 2. Baron.

## Liste der Barone Latham (1942)
- Charles Latham, 1. Baron Latham (1888–1970)
- Dominic Latham, 2. Baron Latham (* 1954)

Titelerbe (Heir Presumptive) ist der Zwillingsbruder des aktuellen Titelinhabers, Hon. Anthony Latham (* 1954).